# Петровське (Ленінський міський округ)
Петро́вське (рос. Петровское) — селище у складі Ленінського міського округу Московської області, Росія.
Селище засноване 2020 року.